# Севастопольський бульвар

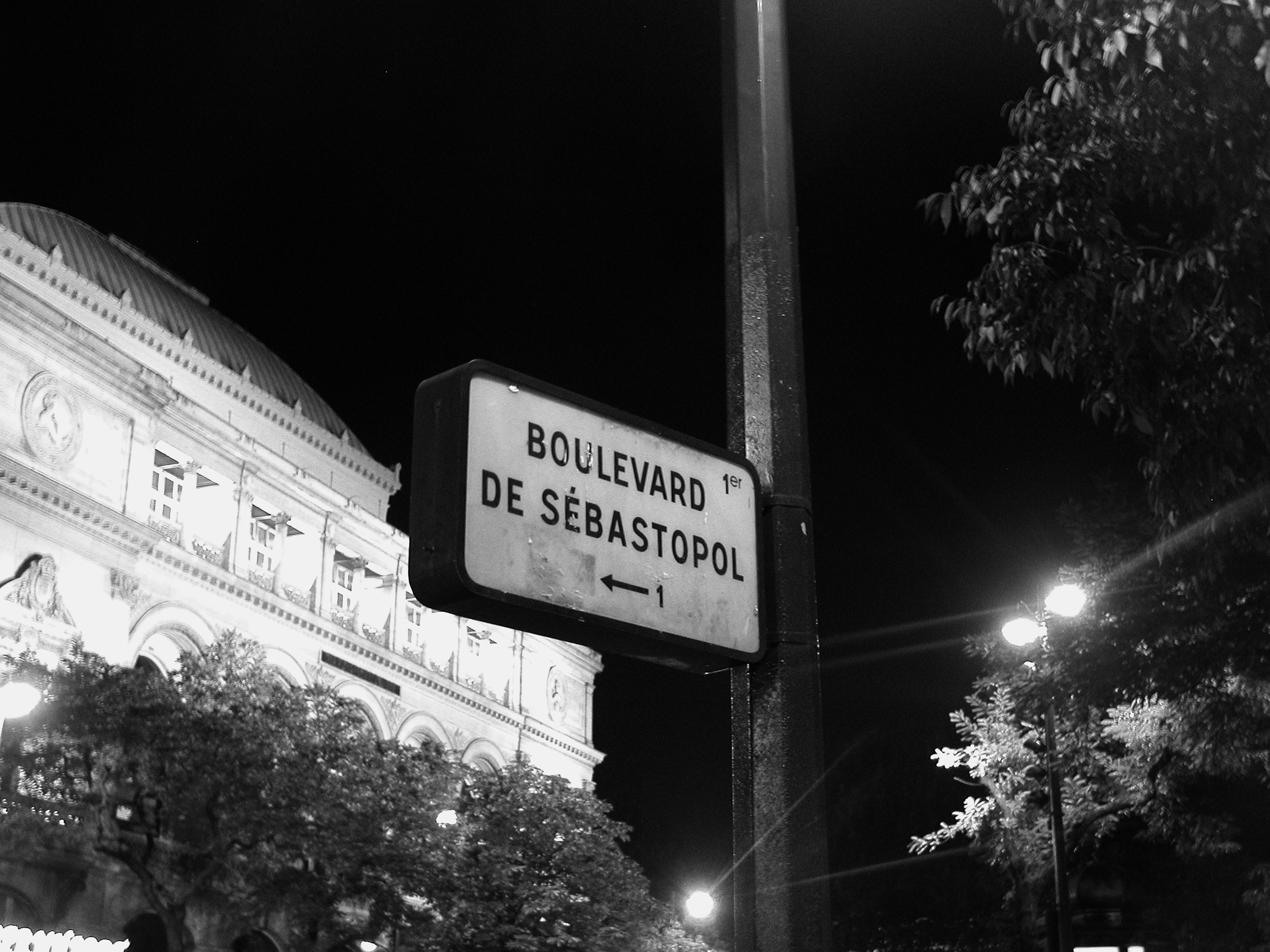
Севастопольський бульвар поряд із площею Шатле

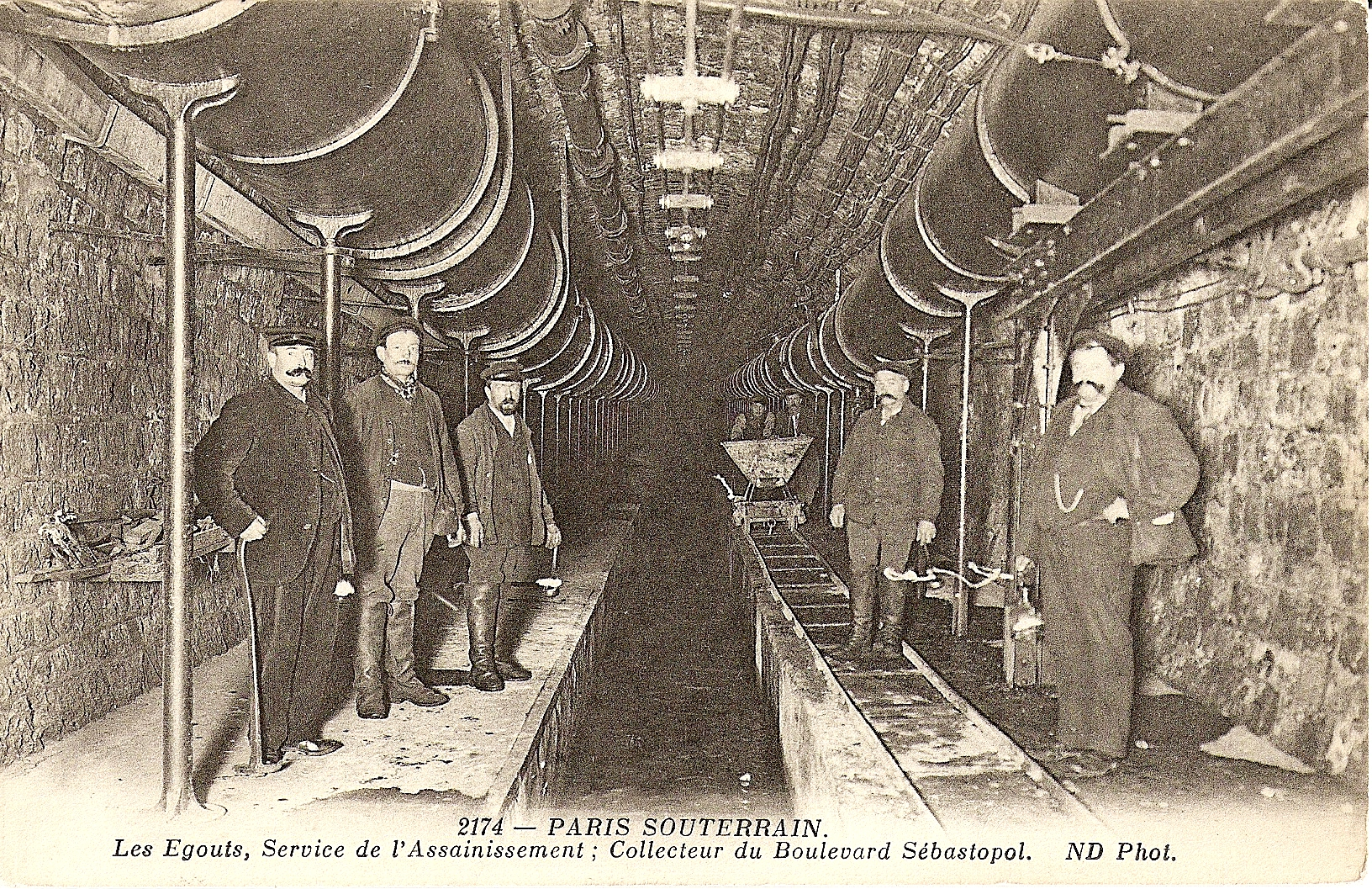
Каналізація під Севастопольським бульваром на початку XX століття

Севастопольський бульвар (фр. Boulevard de Sébastopol) — бульвар у центральній частині Парижа. Одна з головних транспортних артерій міста, відкритий у 1858 році. На початку бульвар є межею між 1-м і 2-м округами французької столиці, а потім між третім і четвертим. Названий на честь перемоги Франції під час облоги Севастополя протягом Кримської війни.

## Опис
Довжина бульвару становить 1 332 м, ширина — 30 м. Бульвар починається від площі Шатле, та пролягає на північ, продовжуючись Страсбурзьким бульваром. Складається з трьох автомобільних і однієї автобусної смуг. Хоча тут розташовано декілька ресторанів і безліч бутіків, Севастопольський бульвар не є улюбленим місцем дозвілля, на відміну від кварталів Маре і Ле-Аль, між якими він розташовується.
Бульвар перетинає такі великі вулиці:
- Вулиця Ріволі
- Вулиця Етьєна Марселя та Рю-оз-Урс / Rue Étienne Marcel / Rue aux Ours
- Вулиця Тюрбіґо / Rue de Turbigo
- Вулиця Реомюра / Rue Réaumur

У березні 2014 року українці Парижа на знак протесту проти анексії Криму Росією влаштували ходу Севастопольським бульваром.